# Reiszner Pál
Reiszner Pál, Raizner (Paulus Reiszner) (Vágújhely, 1794. január 30. – Kolozsvár, 1831. november 2.) bölcseleti doktor, piarista áldozópap és tanár.

## Élete
1811. október 5-én lépett a szerzetbe; 1812-ben Privigyén első éves novitius, 1813-ban ugyanott elemi iskolai tanító volt, 1814-től 1815-ig Magyaróvárt a grammatikai osztályban tanított, 1816-tól 1817-ig Vácon bölcseletet tanult; 1817. augusztus 22-én miséspappá szentelték. 1818-ben Nyitrán, 1819-ben Szentgyörgyön teológiát tanult. 1820-ban Magyaróvárt a grammatikai osztályban tanított, 1821-től 1822-ig Pesten elemi iskolai tanító, 1823-tól 1826-ig ugyanott grammatikai tanítás közben 1823-ban bölcseleti doktori oklevelet szerzett, 1827-től 1831-ig Kolozsvárt a természettan tanára volt.

## Munkái
1. Ode adm. rev. patri Martino Bolla clericorum scholarum piarum per Hungariam et Transilvaniam praeposito provinciali, dum domum Magyar-Ovariensem visitaret, ab eadem oblata. Posonii, 1820.
2. Ode adm. rev. patri Martino Bolla, clericorum regularium scholar. piarum per Hungariam et Transilvaniam praeposito provinciali, dum 21. Augusti 1825. sacerdotii annum quinquagesimum celebraret, a gymnasio Pesthiensi oblata. Pesthini.
3. Elegia ad excell. ill. ac rev. dnum Ignatium l. b. Szepesy de Négyes, dum ex Albensi Transilvaniae dioecesi ad Quinque-Ecclesiensem gubernandam discederet, oblata a scholis piis Claudipolitanis. Anno 1827.